# Барановицьке відділення Білоруської залізниці
Барановицьке відділення Білоруської залізниці — одне з найстаріших відділень Білоруської залізниці. Управління Барановицького відділення розташоване у місті Барановичі Берестейської області.

## Історія
23 вересня 1946 року відповідно до наказу Міністра шляхів сполучення СРСР № 652 «Про організацію відділень залізниць і укрупнення відділень руху, відділень паровозного господарства і вагонних дільниць» створено Барановицьке відділення Білоруської залізниці. Але мережа залізничних шляхів відділення почала складатися з 15 грудня 1862 року з введенням в експлуатацію дільниці Гродно — Поріччя колишньої Петербург-Варшавської залізниці. У цей день цією дільницею пройшов перший поїзд. 
30 грудня 1884 року введена в експлуатацію залізнична лінія Вільно — Ліда — Барановичі — Лунинець — Пінськ, а 1886 року — лінія Білосток — Вовковиськ — Барановичі з утворенням мережі Поліських залізниць. Станція Барановичі стає великим залізничним вузлом, через який проходять дві самостійні залізниці, що не мали між собою сполучення. Одна — Московсько-Берестейська залізниця з керуванням у Москві — проходила через місто Барановичі, яка згодом отримала назву Барановичі-Центральні. Інша — Поліських залізниць з управлінням у Вільно — проходила через станцію, яка отримала назву Барановичі-Поліські. У 1884 році від станції Барановичі-Поліські до станції Барановичі-Центральні була побудована сполучна лінія завдовжки 3 км.
На початку XX століття були побудовані дільниці Ліда — Вовковиськ — Мости — Гродно і Ліда — Молодечно. Наприкінці 1907 року навколо Барановицького залізничного вузла утворилася розвинена мережа залізниць, яка потім і утворила Барановицьке відділення залізниці.
У межах сучасного Барановицького відділення Лідське відділення руху Білостоцької залізниці приєднано до Брест-Литовської залізниці.
У вересні 1946 року — ліквідовується Білостоцька залізниця, яка була створена, як і Брест-Литовська залізниця, наказом НКПС від 2 грудня 1939 року № 229/Ц. Вовковиське відділення — ліквідовується (за рахунок ліквідації з'являється Гродненське об'єднане відділення).
1 жовтня 1948 року — Лунинецьке відділення було приєднано до Барановицького.
28 липня 1951 року — створена Мінська залізниця, на базі об'єднання Брест-Литовської залізниці і Мінського відділення Західної залізниці.
1951 рік — ліквідоване Гродненське відділення.
14 травня 1953 року — Мінська і Білоруська залізниці об'єднані у Білоруську залізницю.
1981 року станції Горинь, Видибор та Прип'ять (Столинського району), що були підпорядковані до 1992 року управлінню Львівської залізниці, передані до складу Барановицького відділення.
1984 року станції Ловча, Парахонськ та Ясельда дільниці Лунинець — Берестя з Барановицького відділення передані до Берестейського відділення.
14 грудня 1984 року у місті Барановичі відкрито музей історії РУП «Барановицьке відділення Білоруської залізниці». У залах музею представлені етапи становлення і розвитку залізничного транспорту. Через історичні документи, фотоматеріали, натурні та об'ємні експонати, макети техніки, картини, залізничну форму та інші музейні фонди простежується минуле і сьогодення, робота і побут залізничників. Про початковий і наступні періоди технічного оснащення магістралі наочно розповідає експозиція першого в Білорусі відділ історії залізничної техніки, відкритого 30 липня 1999 року.
1994 року станція Поріччя, яка обслуговувалась Литовською залізницею на території Білорусі, передана Барановицькому відділенню Білоруської залізниці.

## Експлуатаційна характеристика
Підприємство має 27 відокремлених структурних підрозділів (філій) і має 1 дочірнє підприємство.
До складу Барановицького відділення входять 60 діючих станцій, в тому числі такі великі залізничні вузли як Барановичі, Барановичі-Центральні, Гродно, Лунинець, Вовковиськ, Ліда. Відділення межує з трьома державами — Україна, Литва, Польща. 
Прийом і здача вантажів здійснюється на 5 прикордонних переходах, де перевантажуються різні вантажі з вагонів європейської колії (1435 мм) у вагони широкої колії (1520 мм) і назад. Навантаження і вивантаження здійснюється на 42-х станціях, розташованих на території трьох областей — Берестейської, Гродненської і Мінської. 
Відділення взаємодіє з п'ятьма регіональними митницями — Берестейською, Гродненською, Вороновською, Пінською і Мінською.

## Станції Барановицького відділення
| Основні станції Барановицького відділення | Основні станції Барановицького відділення | Основні станції Барановицького відділення | Основні станції Барановицького відділення                                            |
| Станція                                   | Фото                                      | Рік заснування                            | Напрямок                                                                             |
| ----------------------------------------- | ----------------------------------------- | ----------------------------------------- | ------------------------------------------------------------------------------------ |
| Барановичі-Поліські                       |                                           | 1884                                      | Мінськ, Берестя, Вітебськ, Гродно, Могильов, Осиповичі I, Ліда, Вовковиськ, Лунинець |
| Барановичі-Центральні                     |                                           | 1871                                      | Мінськ, Осиповичі I, Ліда, Вовковиськ, Лунинець, Берестя                             |
| Вовковиськ                                |                                           | 1885                                      | Білосток, Варшава, Барановичі-Поліські, Барановичі-Центральні, Мости                 |
| Гродно                                    |                                           | 1868                                      | Білосток, Вільнюс, Мости                                                             |
| Ліда                                      |                                           | 1884                                      | Гродно, Барановичі-Поліські, Барановичі-Центральні, Вільнюс, Молодечно.              |
| Лунинець                                  |                                           | 1884                                      | Гомель, Барановичі-Поліські, Барановичі-Центральні, Берестя, Сарни                   |
| Мости                                     |                                           | 1886                                      | Гродно, Ліда, Вовковиськ                                                             |

## Локомотивні депо (ТЧ)
- Локомотивне депо «Барановичі» (ТЧ-3)[6]
- Локомотивне депо «Вовковиськ» (ТЧ-6)[7]
- Локомотивне депо «Ліда» (ТЧ-5)[8]
- Локомотивне депо «Лунинець» (ТЧ-4)[9]

## Рухомий склад
- Білоруська залізниця. ТЧ-3 Барановичі [Архівовано 4 травня 2019 у Wayback Machine.] // TrainPix
- Білоруська залізниця. ТЧ-3 «Барановичі» [Архівовано 21 червня 2017 у Wayback Machine.] // TrainPhoto
- Барановицький музей залізничної техніки [Архівовано 28 квітня 2017 у Wayback Machine.] // TrainPhoto

## Вагонні депо
- Барановицьке вагонне депо[10]
- Вовковиське вагонне депо[11]

## Дистанції колії
- Барановицька дистанція колії[12]
- Вовковиська дистанція колії[13]
- Лідська дистанція колії[14]
- Лунинецька дистанція колії[15]

## Дистанціїсигналізації та зв'язку
- Барановицька дистанція сигналізації та зв'язку[16]
- Лідська дистанція сигналізації та зв'язку[17]

## Начальники відділення
| Роки             | Прізвище, ім'я, по-батькові  |
| ---------------- | ---------------------------- |
| 1946—1951        | Нелідов Іван Павлович        |
| 1951—1953        | Сорокін Іван Степанович      |
| 1953—1955        | Сорокін Георгій Матвійович   |
| 1955—1967        | Бєлік Олександр Никандрович  |
| 1967—1970        | Козловський Адам Прохорович  |
| 1970—1990        | Ільїн Анатолій Георгійович   |
| 1990—1994        | Шпак Микола Іванович         |
| 1994—1998        | Рахманько Віктор Григорович  |
| 1998—2000        | Колоденко Іван Пилипович     |
| 2001—2003        | Кургуз Сергій Іванович       |
| 2003—2015        | Колоденко Іван Пилипович     |
| з 17 квітня 2015 | Чепелів Сергій Володимирович |